# Coteaux calcaires des bords de la Nizonne et de la Belle
Les Coteaux calcaires des bords de la Nizonne et de la Belle  sont une zone naturelle, composée de près de quarante petits sites, s'étageant entre 110 et 175 mètres sur des coteaux calcaires qui bordent la Nizonne, et la Belle, son affluent. Il s'agit administrativement d'une zone naturelle d'intérêt écologique, faunistique et floristique (ZNIEFF) française du département de la Dordogne, en région Nouvelle-Aquitaine.

## Situation
Dans le nord du département de la Dordogne, majoritairement à l'intérieur du parc naturel régional Périgord-Limousin le site « Coteaux calcaires des bords de la Nizonne et de la Belle », s'étend sur 286,43 hectares, sur le territoire d'une commune (Rudeau-Ladosse), et cinq anciennes communes (Beaussac, Champeaux-et-la-Chapelle-Pommier, Mareuil, Saint-Sulpice-de-Mareuil et Vieux-Mareuil) intégrées à la commune nouvelle de Mareuil en Périgord depuis 2017.
Près de 40 % de la superficie de cette zone se trouve sur le territoire de Vieux-Mareuil, environ 30 % sur Rudeau-Ladosse, près de 20 % sur Mareuil, de 5 à 7 % pour Champeaux-et-la-Chapelle-Pommier et Beaussac et moins de 2 % pour Saint-Sulpice-de-Mareuil.
La zone, morcelée en près de quarante petits sites, s'étage entre 110 et 175 mètres d'altitude sur certains coteaux calcaires qui bordent les cours de la Nizonne, et de son affluent, la Belle.

Coteaux de la Belle à Vieux-Mareuil
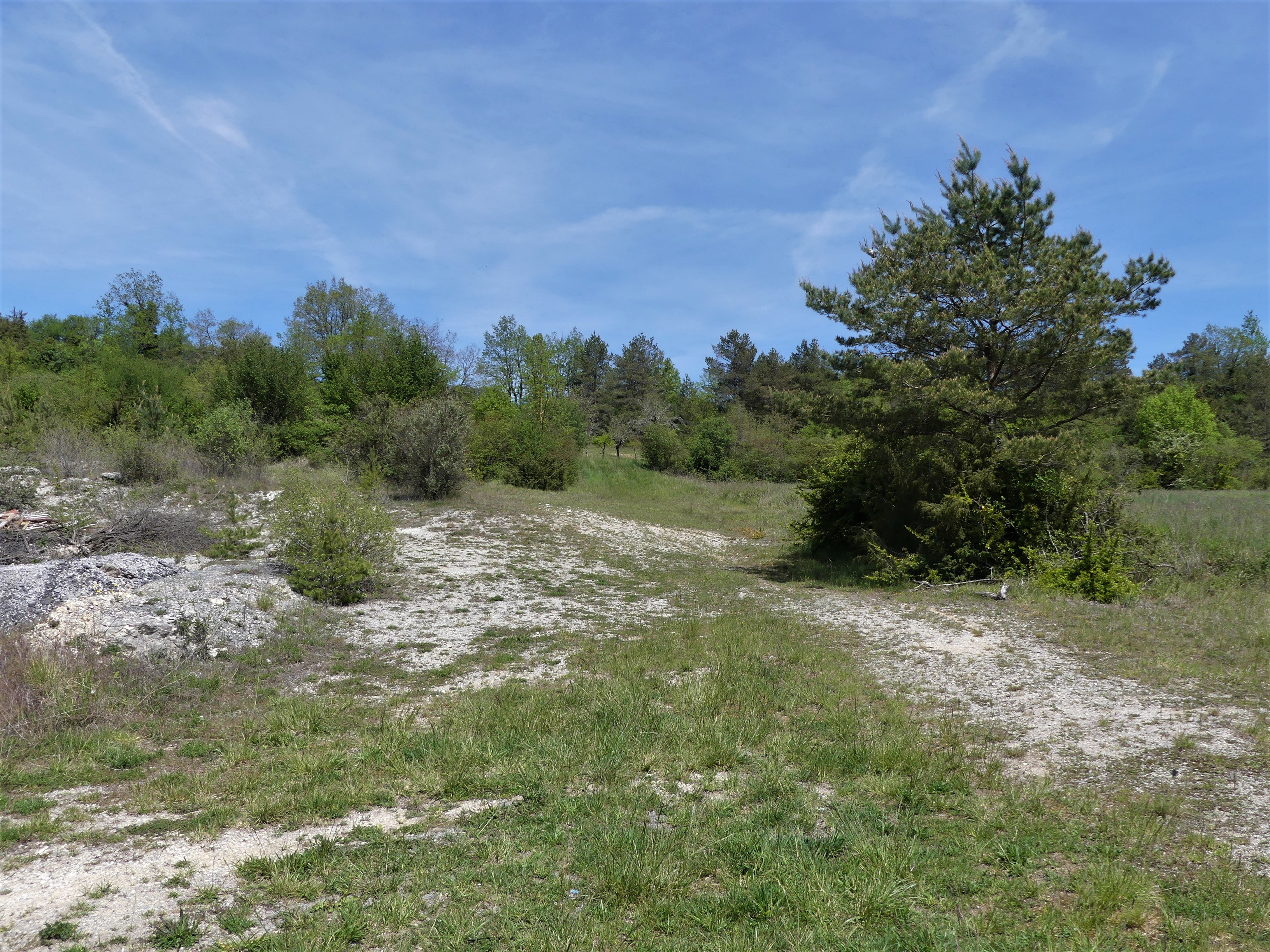
Au nord de la RD 939, à l'ouest du lieu-dit les Chambarrières.
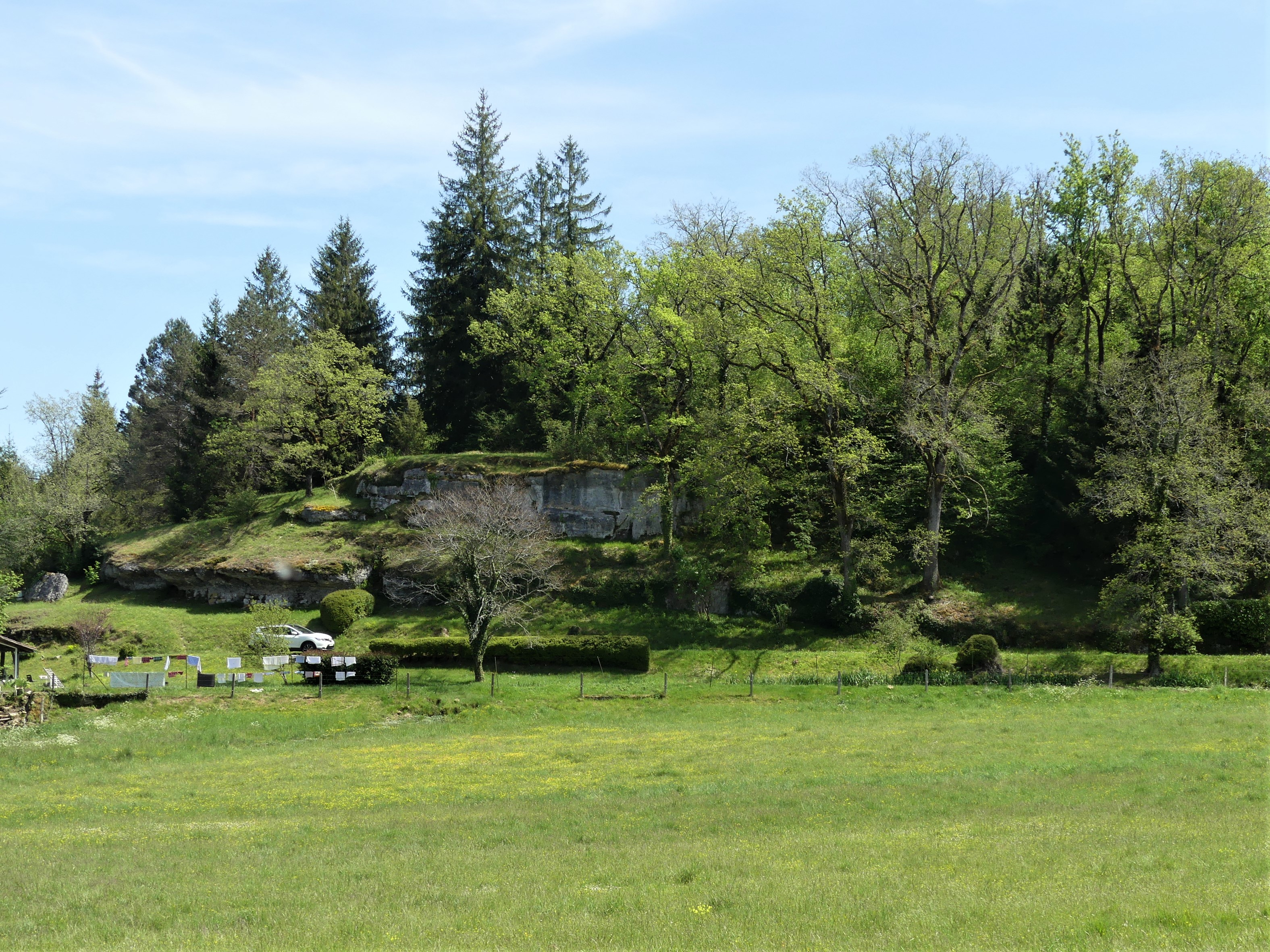
Au Moulin du Roc.
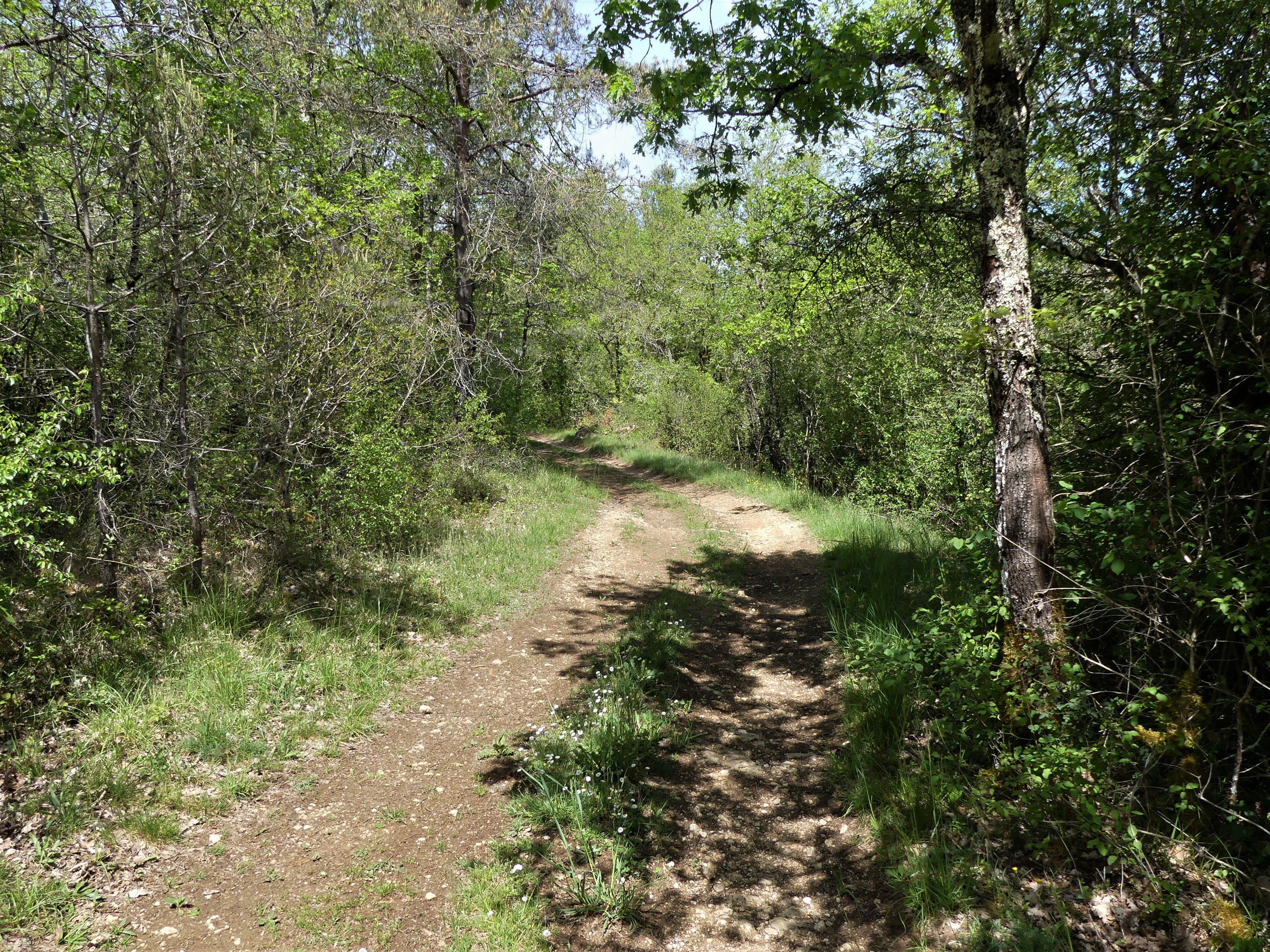
Au nord du lieu-dit la Salle, sur le GR 36.
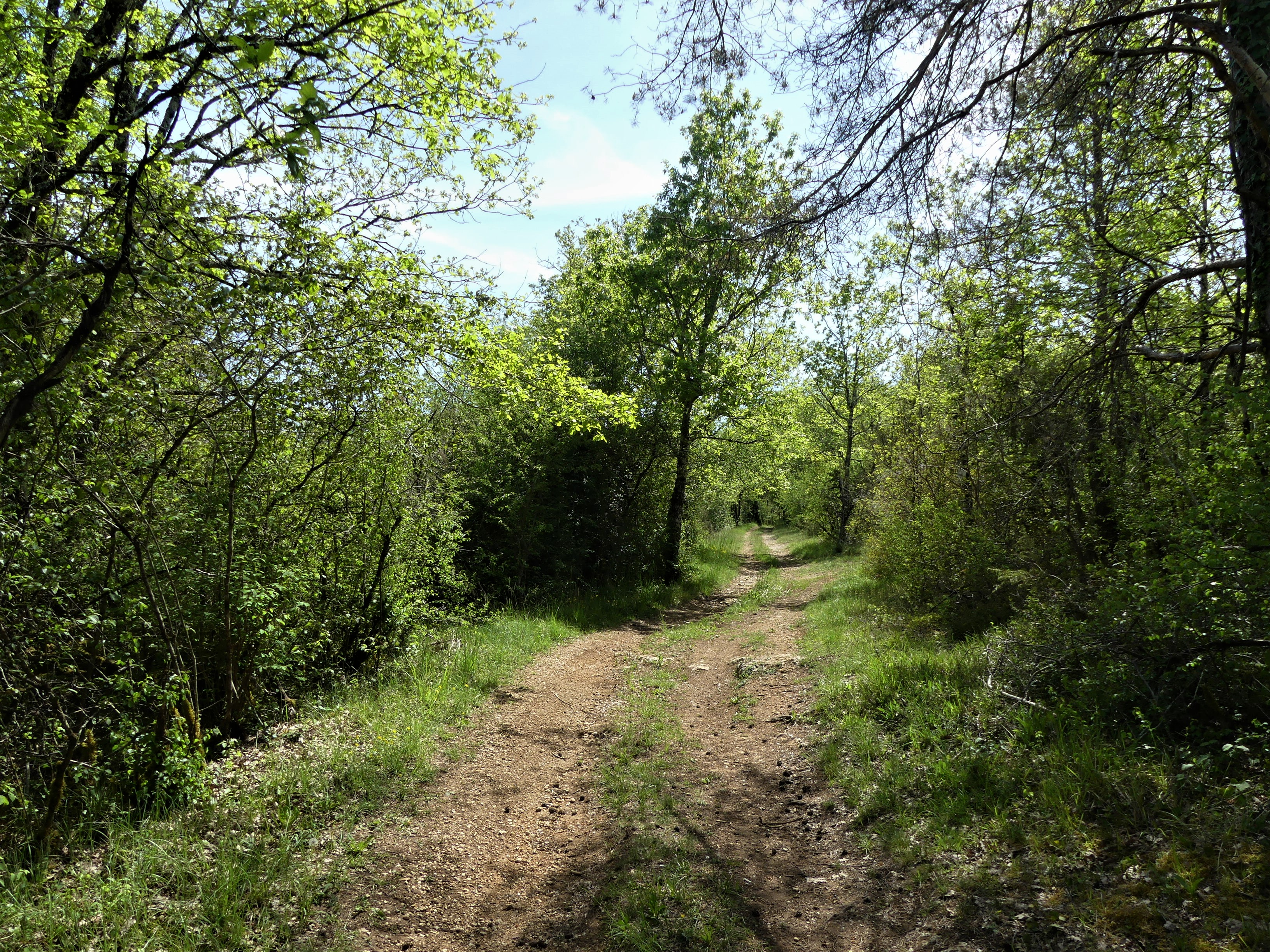
Idem.
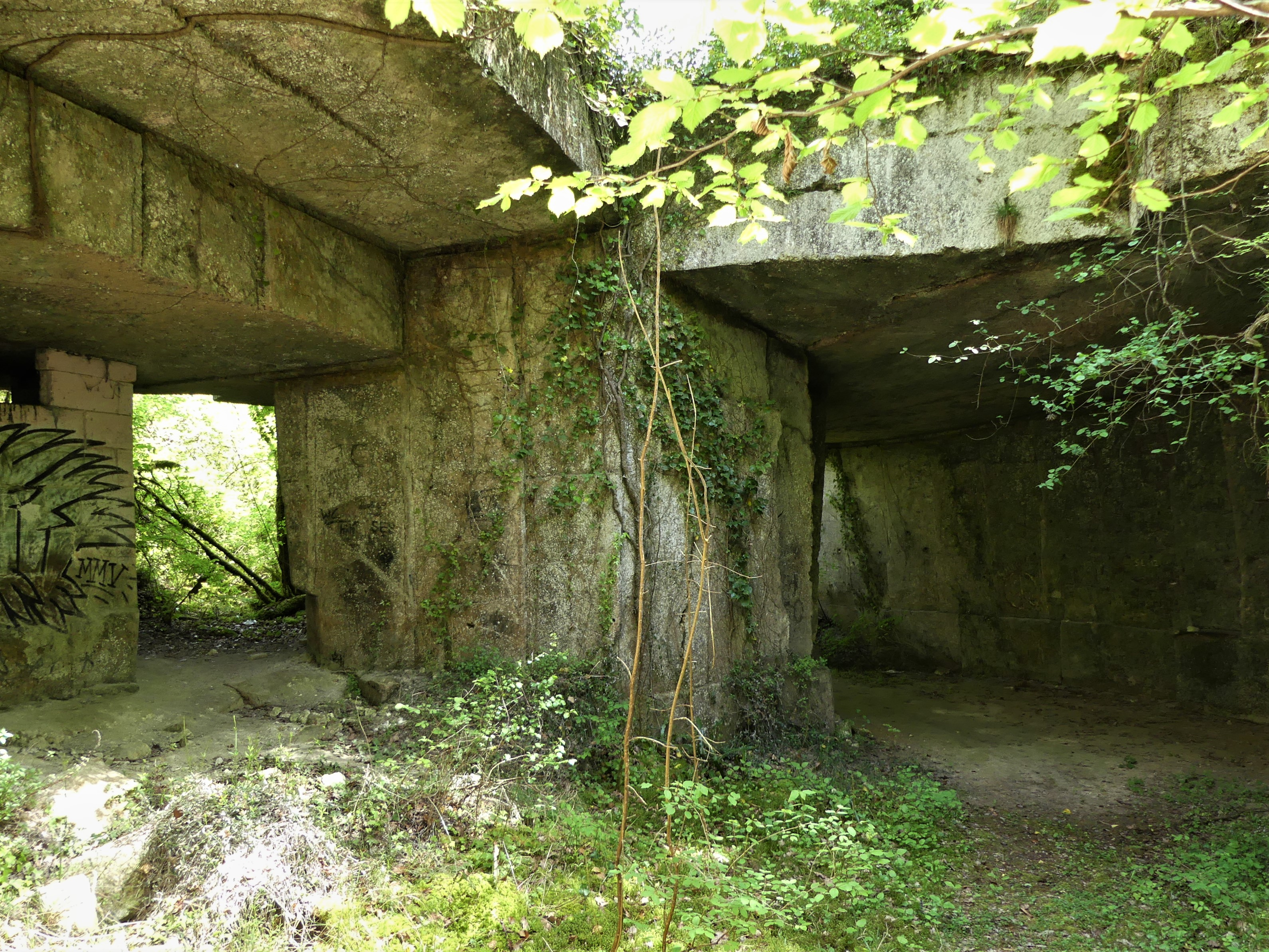
Carrière de calcaire abandonnée en bordure du GR 36, au nord du lieu-dit la Salle.

## Description

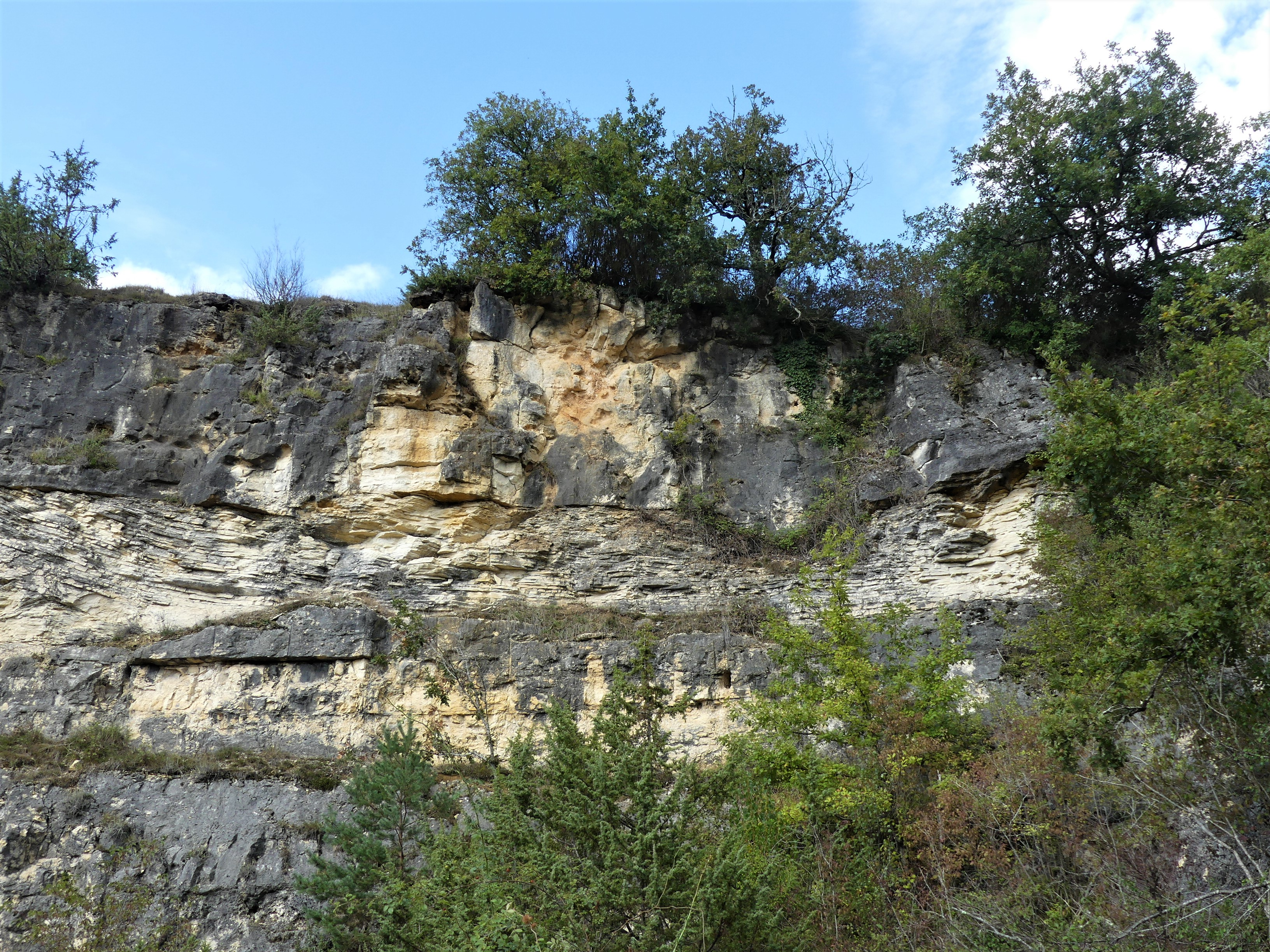
La falaise près du pont du Râteau à Beaussac.

Le site « Coteaux calcaires des bords de la Nizonne et de la Belle » est une zone naturelle d'intérêt écologique, faunistique et floristique (ZNIEFF) de type I, c'est-à-dire c'est-à-dire qu'elle est de superficie réduite, avec des espaces homogènes d’un point de vue écologique et qu'elle abrite au moins une espèce et/ou un habitat rares ou menacés, d'intérêt aussi bien local que régional, national ou communautaire.
Cette ZNIEFF est incluse dans une autre ZNIEFF de type II bien plus étendue « Vallée de la Nizonne », tout en restant à l’intérieur du département de la Dordogne, et qui concerne les vallées de la Belle, de la Pude et de la Nizonne (ou Lizonne) jusqu'à la confluence de cette dernière avec la Sauvanie, ainsi que certains de leurs affluents et certains coteaux qui les bordent,.
La ZNIEFF « Coteaux calcaires des bords de la Nizonne et de la Belle » est composée de coteaux ou plateaux calcaires qui bordent la Belle et la Nizonne ; son intérêt majeur réside dans la présence de vingt-six espèces déterminantes de plantes, dont dix-huit orchidées.
Des recensements y ont été effectués aux niveaux faunistique et floristique entre 1995 et 2013.

## Faune recensée
Six espèces de Lépidoptères y ont été recensées en 1996 : l'Aurore (Anthocharis cardamines), le Demi-deuil (Melanargia galathea), le Flambé (Iphiclides podalirius), le Fluoré (Colias alfacariensis), le Myrtil (Maniola jurtina) et le Sylvandre (Hipparchia fagi).

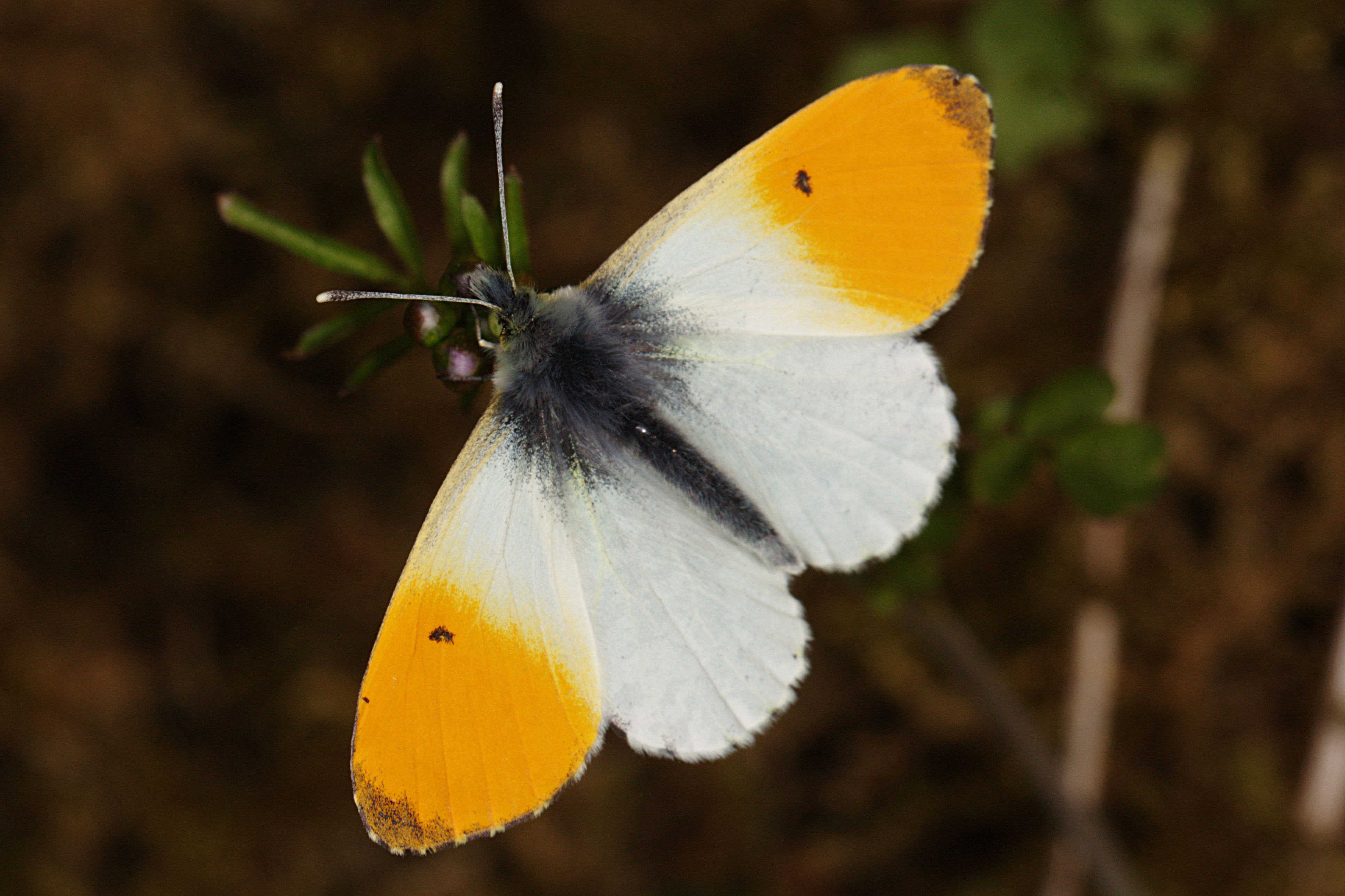
Aurore (mâle).
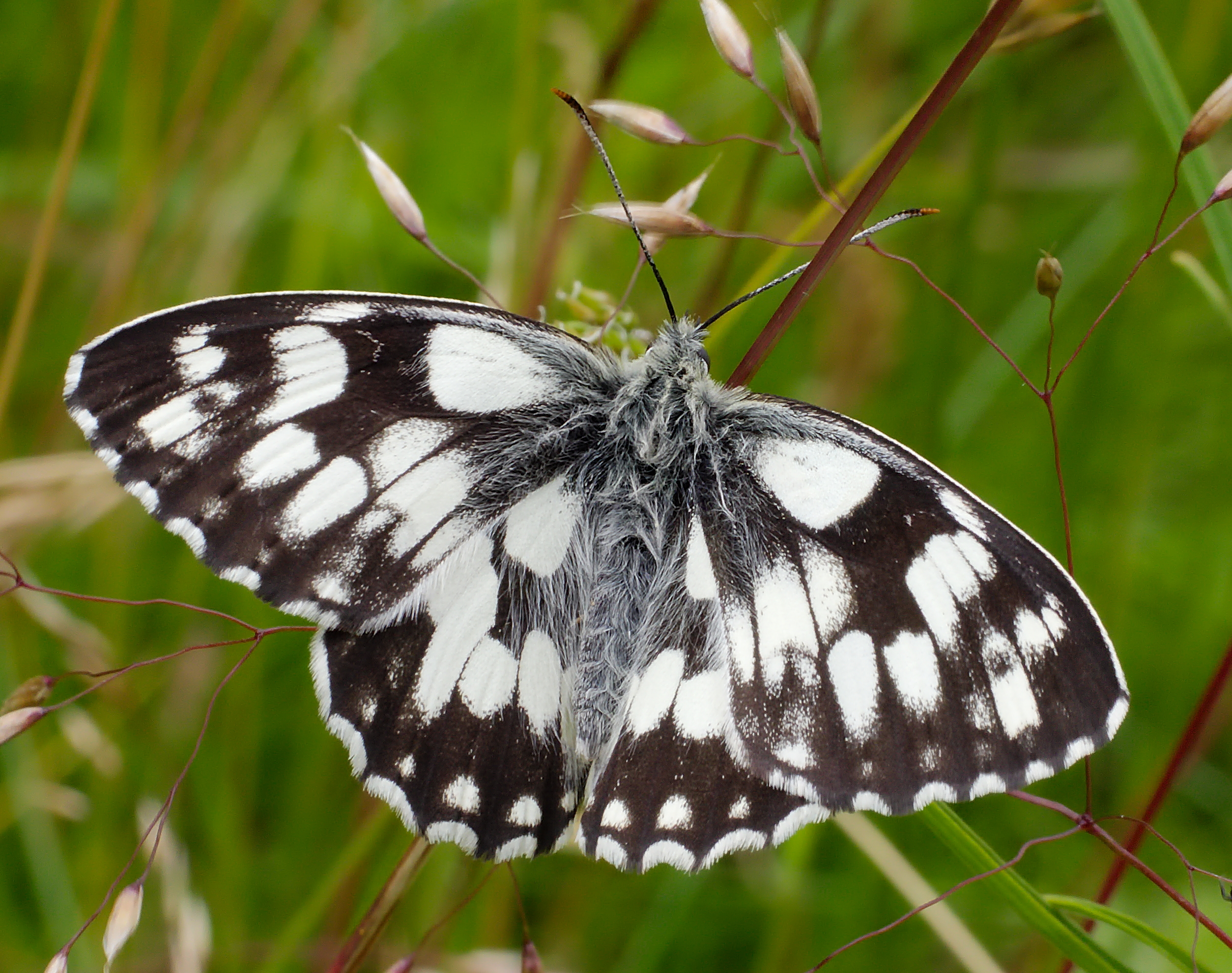
Demi-deuil.
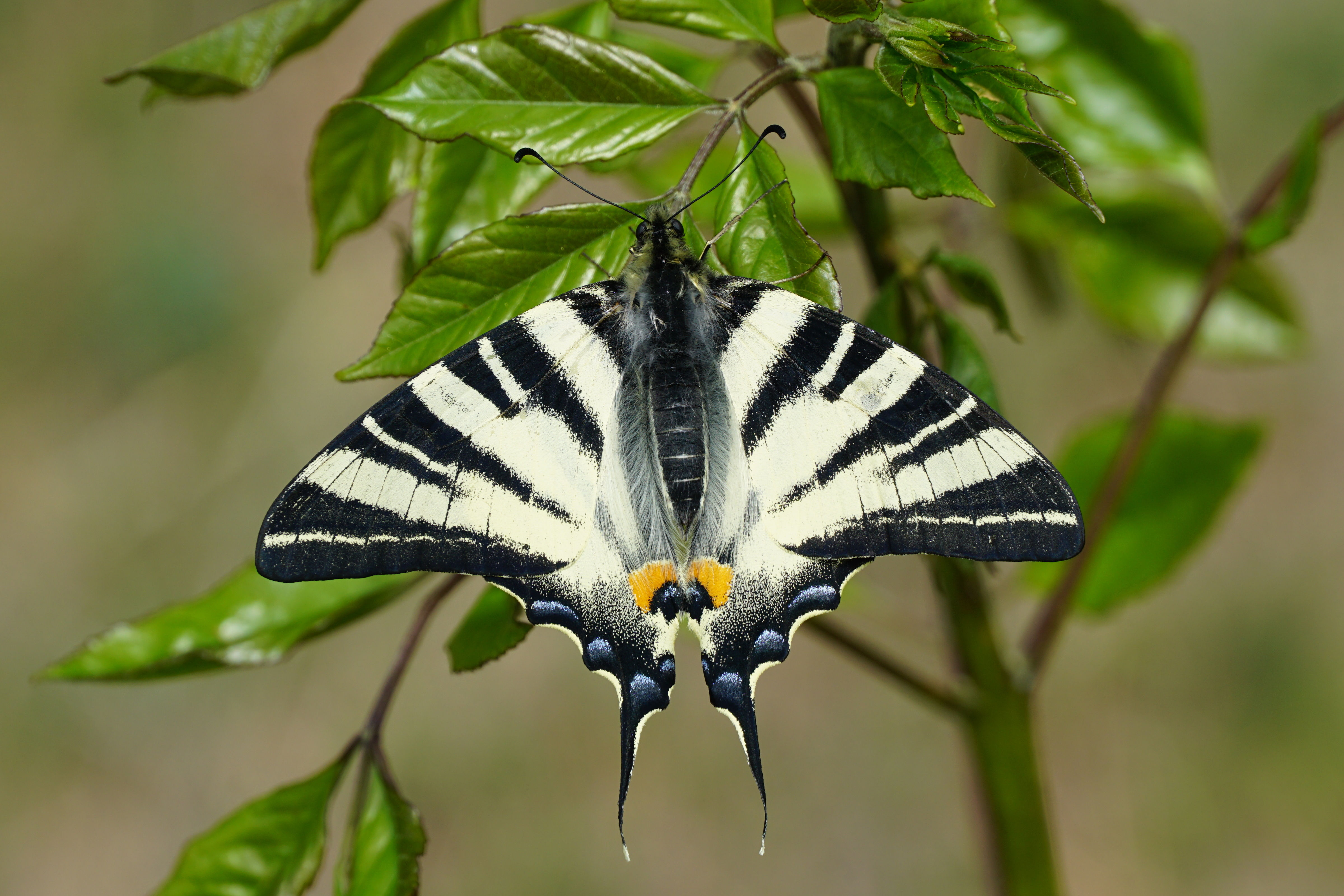
Flambé.
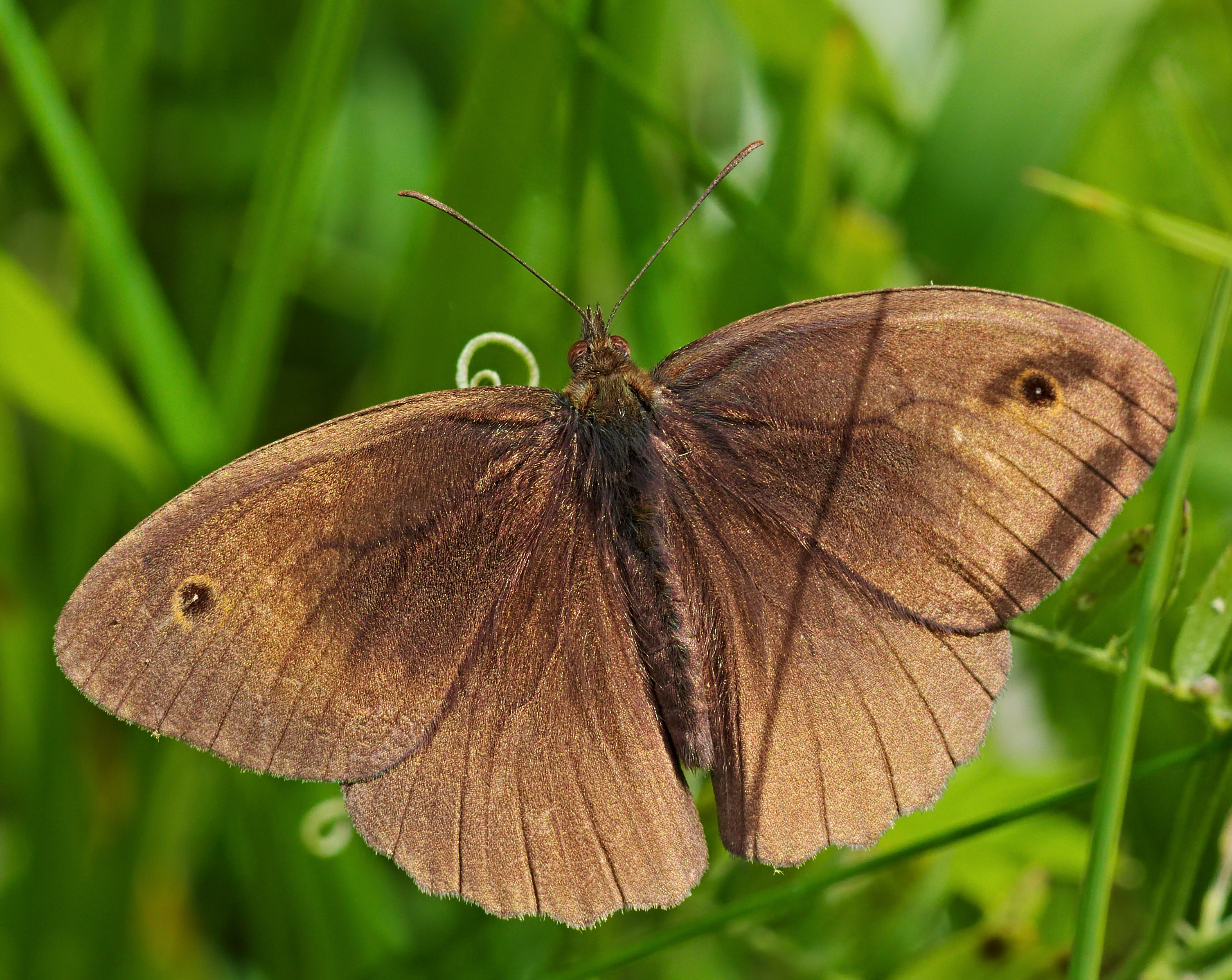
Myrtil.

## Flore recensée

### Espèces déterminantes
Vingt-six espèces déterminantes de plantes ont été recensées sur la ZNIEFF en 1996 et 2013, dont dix-huit orchidées : la Cardoncelle (Carduncellus mitissimus), la Céphalanthère rouge (Cephalanthera rubra), l'Euphorbe de Séguier (Euphorbia seguieriana), le Fumana à tiges tombantes (Fumana procumbens), l'Hélianthème d'Italie (Helianthemum oelandicum), l'Homme-pendu (Orchis anthropophora), la Laîche humble (Carex humilis), le Limodore à feuilles avortées (Limodorum abortivum), la Listère à feuilles ovales (Neottia ovata), l'Ophrys abeille (Ophrys apifera), l'Ophrys araignée (Ophrys sphegodes), l'Ophrys bourdon (Ophrys fuciflora), l'Ophrys brun (Ophrys fusca)), l'Ophrys mouche (Ophrys insectifera), l'Orchis bouc (Himantoglossum hircinum), l'Orchis bouffon (Anacamptis morio), l'Orchis brûlé (Neotinea ustulata), l'Orchis guerrier (Orchis militaris), l'Orchis mâle (Orchis mascula), l'Orchis moucheron (Gymnadenia conopsea), l'Orchis pourpre (Orchis purpurea), l'Orchis pyramidal (Anacamptis pyramidalis), l'Orchis verdâtre (Platanthera chlorantha), l'Orpin de Nice (Sedum sediforme), la Sabline des chaumes (Arenaria controversa) et le Thésium couché (Thesium humifusum).

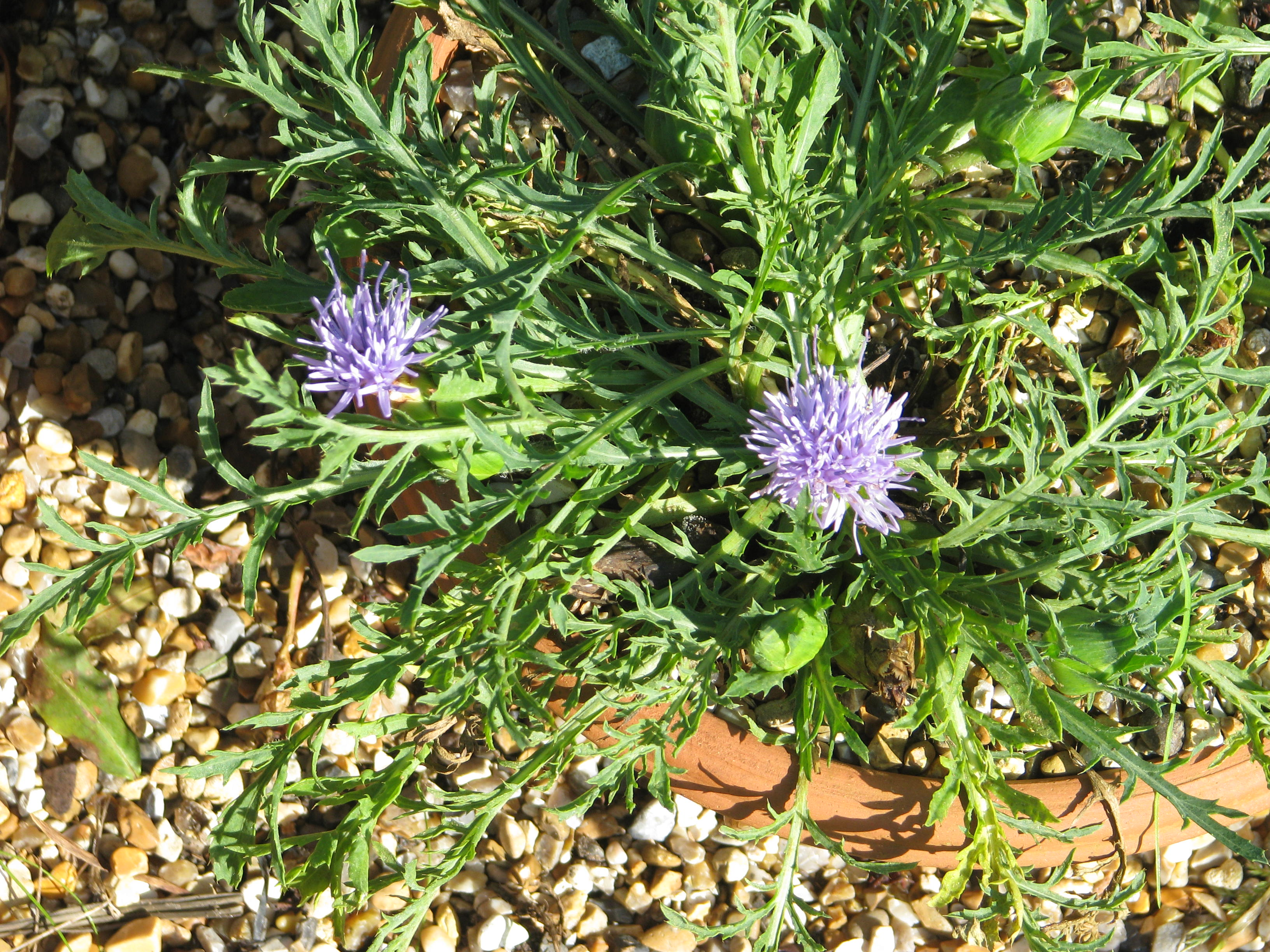
Cardoncelle.
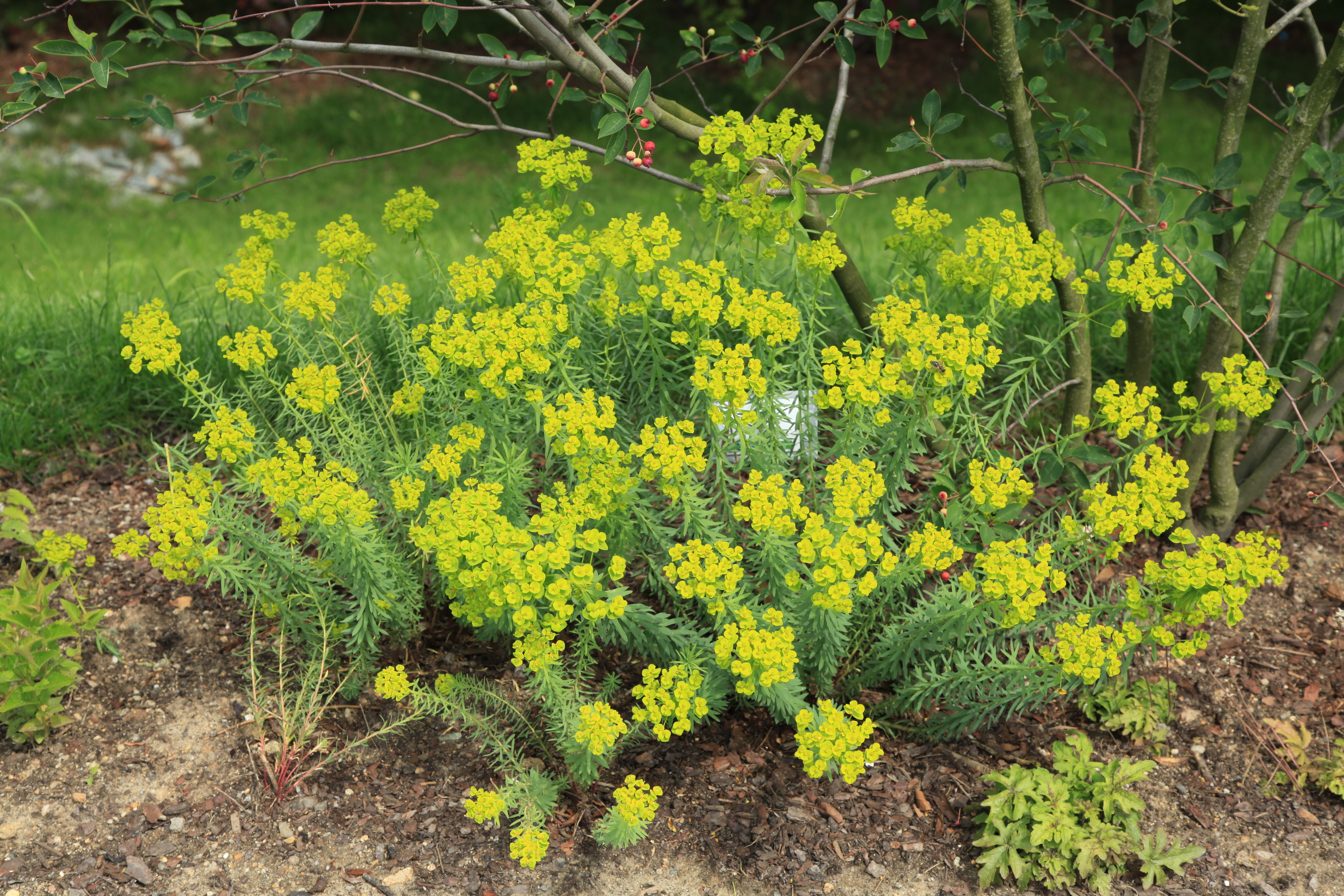
Euphorbe de Séguier.
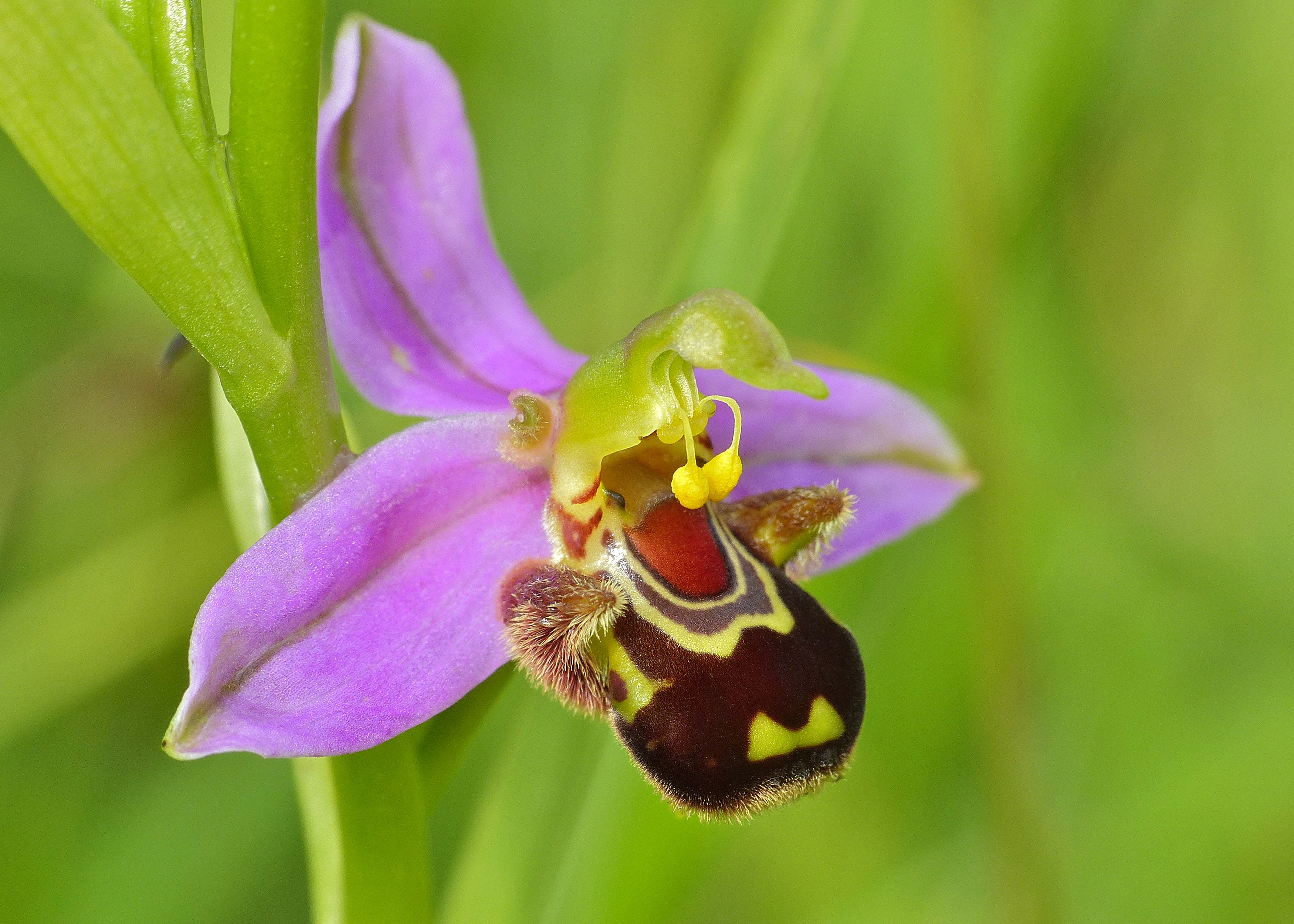
Ophrys abeille.
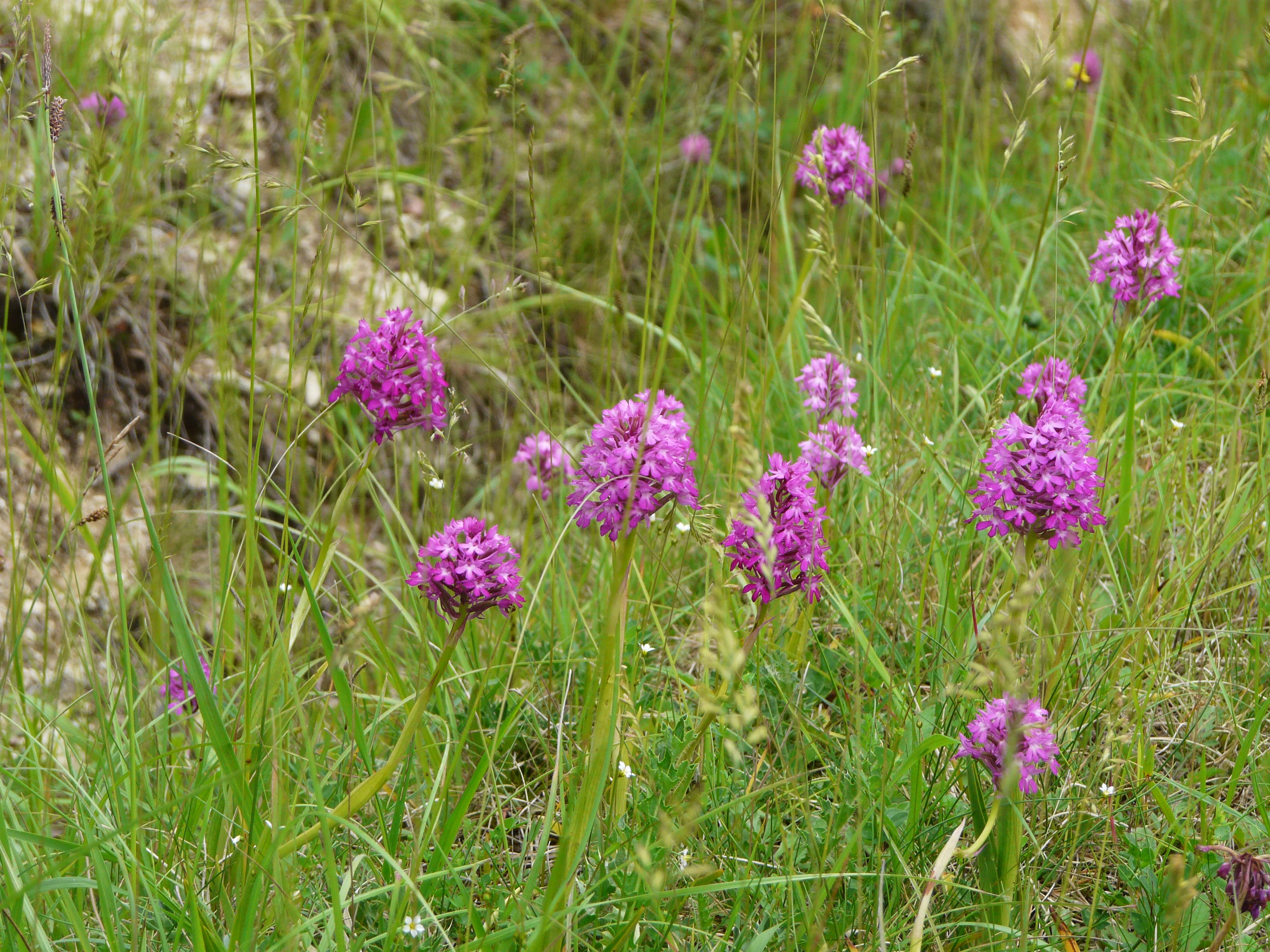
Orchis pyramidaux.
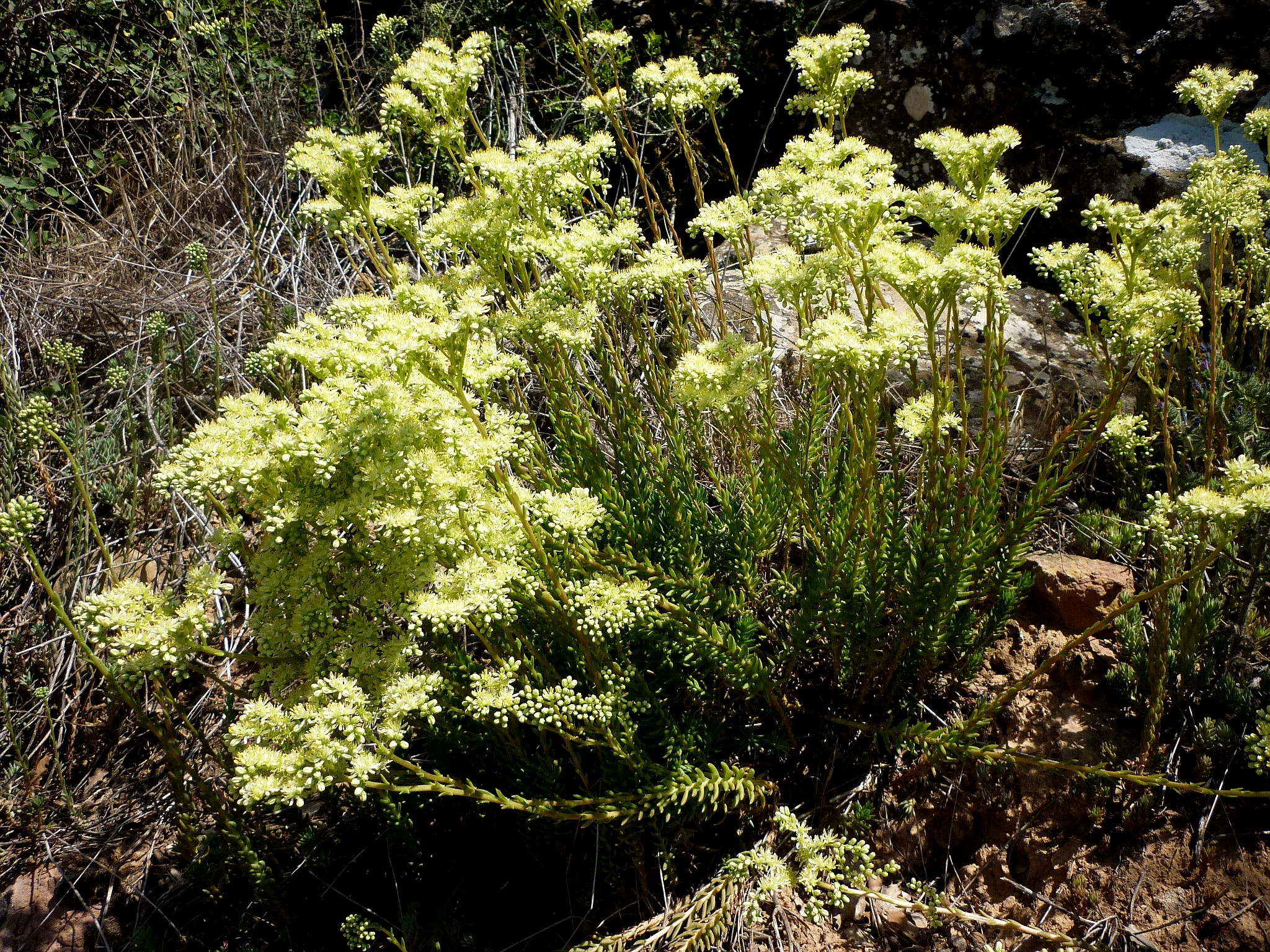
Orpin de Nice.

### Autres espèces
Par ailleurs, 141 autres espèces végétales y ont été répertoriées entre 1995 et 2005 :
- deux bryophytes : Racomitrium canescens et Rhytidium rugosum ;
- cinq lichens : Cladonia arbuscula, Cladonia fimbriata, Cladonia foliacea, Cladonia furcata (en) et Cladonia rangiformis ;
- 134 phanérogames : l'Achillée millefeuille (Achillea millefolium), l'Ail à tête ronde (Allium sphaerocephalon), l'Alisier des bois (Sorbus torminalis), l'Anthyllide vulnéraire (Anthyllis vulneraria), l'Arabette hérissée (Arabis hirsuta), l'Arbre à perruque (Cotinus coggygria), l'Aspérule à l'esquinancie (Asperula cynanchica), l'Aubépine à un style (Crataegus monogyna), l'Avoine de Loudun (Helictochloa marginata), l'Avoine pubescente (Avenula pubescens), la Blackstonie perfoliée (Blackstonia perfoliata), le Bois de Sainte-Lucie (Prunus mahaleb), la Bourdaine (Frangula alnus), le Brachypode penné (Brachypodium pinnatum), la Brize intermédiaire (Briza media), le Brome dressé (Bromus erectus), le Brome mou (Bromus hordeaceus), la Brunelle commune (Prunella vulgaris), la Brunelle à grandes fleurs (Prunella grandiflora), la Bruyère à balais (Erica scoparia), la Bugrane épineuse (Ononis spinosa), la Bugrane jaune (Ononis natrix), la Bugrane striée (Ononis striata), le Buplèvre du Mont Baldo (Bupleurum baldense (en)), le Buis commun (Buxus sempervirens), le Caille-lait blanc (Galium mollugo), la Callune (Calluna vulgaris), la Carline commune (Carlina vulgaris), la Centaurée noire (Centaurea nigra), le Chardon penché (Carduus nutans), le Charme commun (Carpinus betulus), le Chêne pubescent (Quercus pubescens), le Chêne vert (Quercus ilex), le Chèvrefeuille des haies (Lonicera xylosteum), la Chicorée sauvage (Cichorium intybus), le Choin noirâtre (Schoenus nigricans), le Cirse acaule (Cirsium acaule), le Cornouiller sanguin (Cornus sanguinea), la Coronille naine (Coronilla minima), le Dompte-venin officinal (Vincetoxicum hirundinaria), l'Épiaire droite (Stachys recta), l'Érable champêtre (Acer campestre), l'Érable de Montpellier (Acer monspessulanum), l'Euphorbe fluette (Euphorbia exigua), l'Euphraise raide (Euphrasia stricta), l'Euphraise de Rostkov (Euphrasia officinalis), la Fétuque d’Auquier (Festuca auquieri), la Fléole des prés (Phleum pratense), la Flouve odorante (Anthoxanthum odoratum), le Fragon petit-houx (Ruscus aculeatus), le Gaillet rude (Galium pumilum), la Garance voyageuse (Rubia peregrina), le Genêt poilu (Genista pilosa), le Genêt des teinturiers (Genista tinctoria), le Genévrier commun (Juniperus communis), le Géranium colombin (Geranium columbinum), le Géranium à feuilles découpées (Geranium dissectum), la Germandrée des montagnes (Teucrium montanum), la Germandrée petit-chêne (Teucrium chamaedrys), la Globulaire commune (Globularia bisnagarica), le Gnaphale dressé (Bombycilaena erecta), l'Hélianthème des Apennins (Helianthemum apenninum), l'Hélianthème commun (Helianthemum nummularium), l'Hellébore fétide (Helleborus foetidus), l'Hippocrépide à toupet (Hippocrepis comosa), la Houlque laineuse (Holcus lanatus), la Houlque molle (Holcus mollis), l'Immortelle commune (Helichrysum stoechas), l'Inule des montagnes (Inula montana), la Knautie des champs (Knautia arvensis), la Koélérie du Valais (Koeleria vallesiana), la Laîche glauque (Carex flacca), la Laîche de Haller (Carex halleriana), le Lierre grimpant (Hedera helix), le Lin bisannuel (Linum bienne), le Lin sous-arbrisseau (Linum suffruticosum), le Liondent hispide (Leontodon hispidus), le Liseron des Cantabriques (Convolvulus cantabrica), le Lotier corniculé (Lotus corniculatus), la Luzerne lupuline (Medicago lupulina), la Luzerne naine (Medicago minima), la Marguerite commune (Leucanthemum vulgare), le Millepertuis perforé (Hypericum perforatum), la Molène thapsus (Verbascum thapsus), le Mouron rouge (Lysimachia arvensis), le Muscari à toupet (Leopoldia comosa), le Myosotis bicolore (Myosotis discolor), le Myosotis des champs (Myosotis arvensis), le Myosotis rameux (Myosotis ramosissima), le Nerprun purgatif (Rhamnus cathartica), le Nerprun des rochers (Rhamnus saxatilis), le Noisetier (Corylus avellana), l'Origan commun (Origanum vulgare), l'Orme champêtre (Ulmus minor), l'Ornithogale en ombelle (Ornithogalum umbellatum), l'Orobanche grêle (Orobanche gracilis), l'Orpin blanc (Sedum album), l'Orpin des rochers (Sedum rupestre), le Panicaut champêtre (Eryngium campestre), la Pâquerette (Bellis perennis), le Pâturin annuel (Poa annua), le Pâturin des prés (Poa pratensis), le Petit rhinanthe (Rhinanthus minor), la Petite-centaurée commune (Centaurium erythraea), la Phalangère ramifiée (Anthericum ramosum), la Piloselle (Pilosella officinarum), la Pimprenelle (Sanguisorba minor), le Pin sylvestre (Pinus sylvestris), le Plantain lancéolé (Plantago lanceolata), le Polygale du calcaire (Polygala calcarea), le Polygale commun (Polygala vulgaris), la Potentille ansérine (Potentilla anserina), la Potentille des montagnes (Potentilla montana), le Prunellier (Prunus spinosa), le Raisin d'ours (Arctostaphylos uva-ursi), la Renoncule bulbeuse (Ranunculus bulbosus), la Renoncule des champs (Ranunculus arvensis), la Renoncule graminée (Ranunculus gramineus), le Réséda jaune (Reseda lutea), le Rosier des chiens (Rosa canina), la Rubéole des champs (Sherardia arvensis), la Sauge commune (Salvia pratensis), le Serpolet (Thymus serpyllum), le Séséli des montagnes (Seseli montanum), la Seslérie bleue (Sesleria caerulea), le Silène penché (Silene nutans), le Trèfle des prés (Trifolium pratense), le Troène commun (Ligustrum vulgare), la Véronique des champs (Veronica arvensis), la Véronique couchée (Veronica prostrata ), la Véronique à feuilles mates (Veronica opaca), la Vesce cultivée (Vicia sativa), la Viorne lantane (Viburnum lantana) et la Vulpie ciliée (Vulpia ciliata).

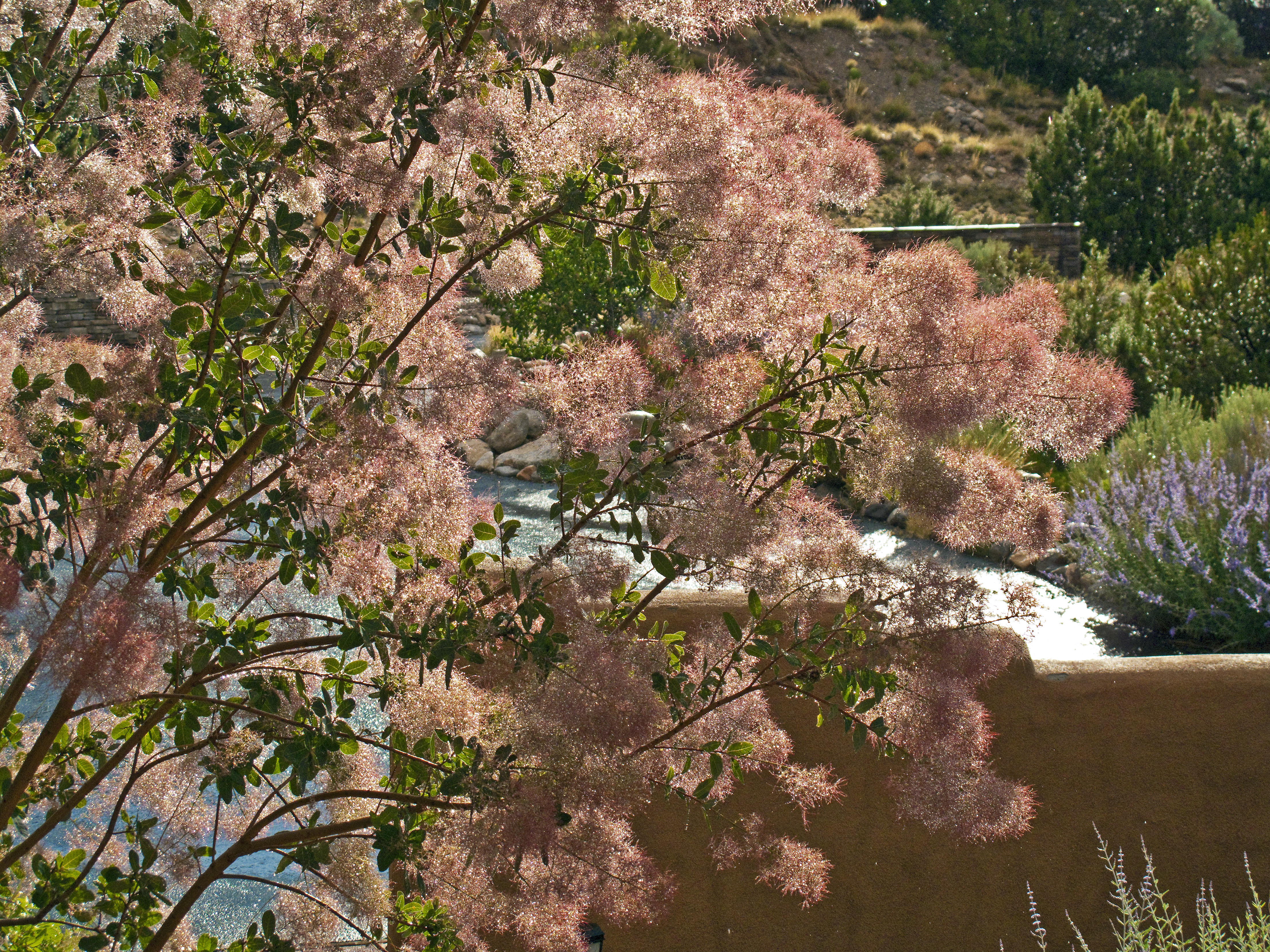
Arbre à perruque.
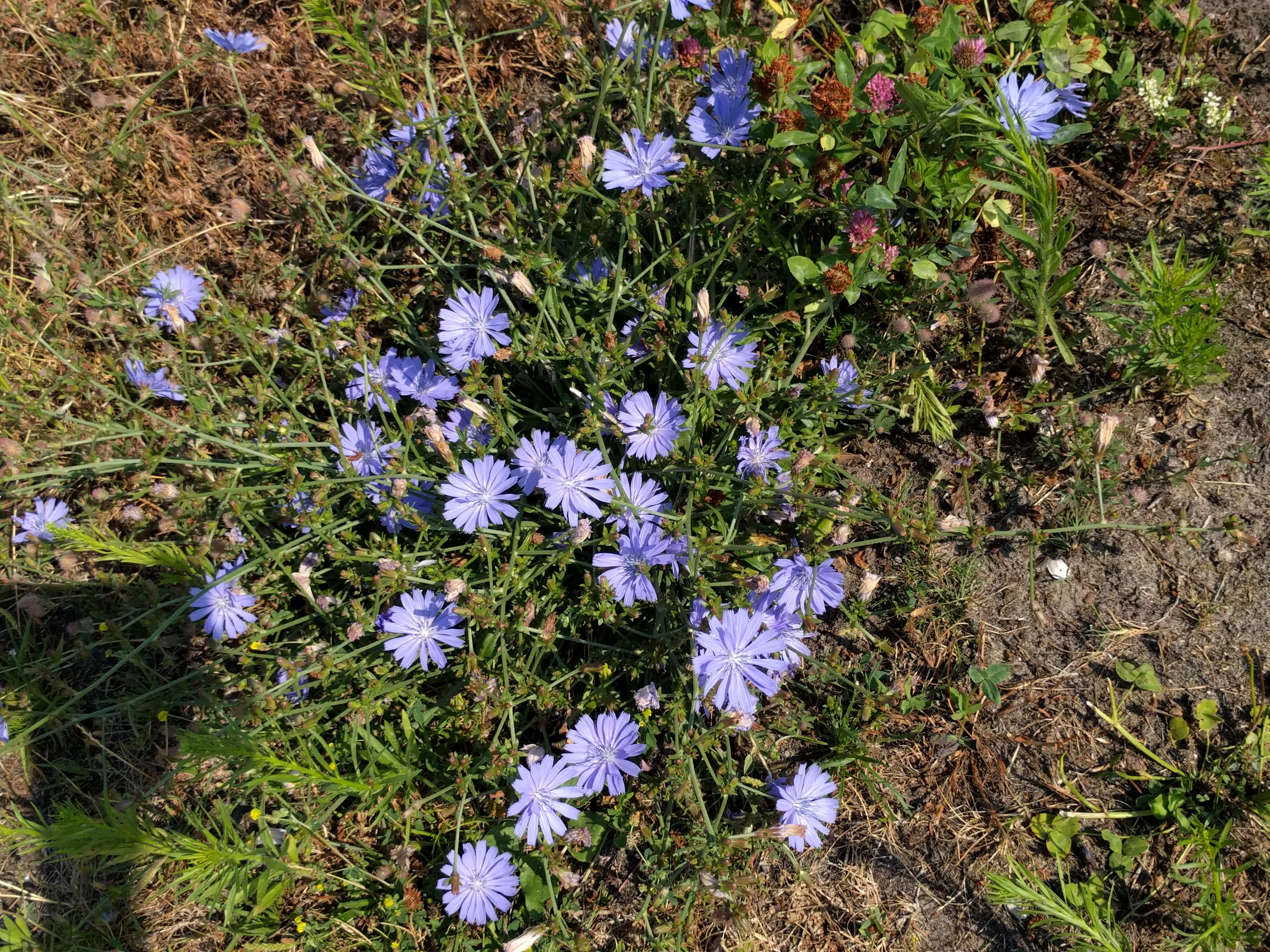
Chicorée sauvage.
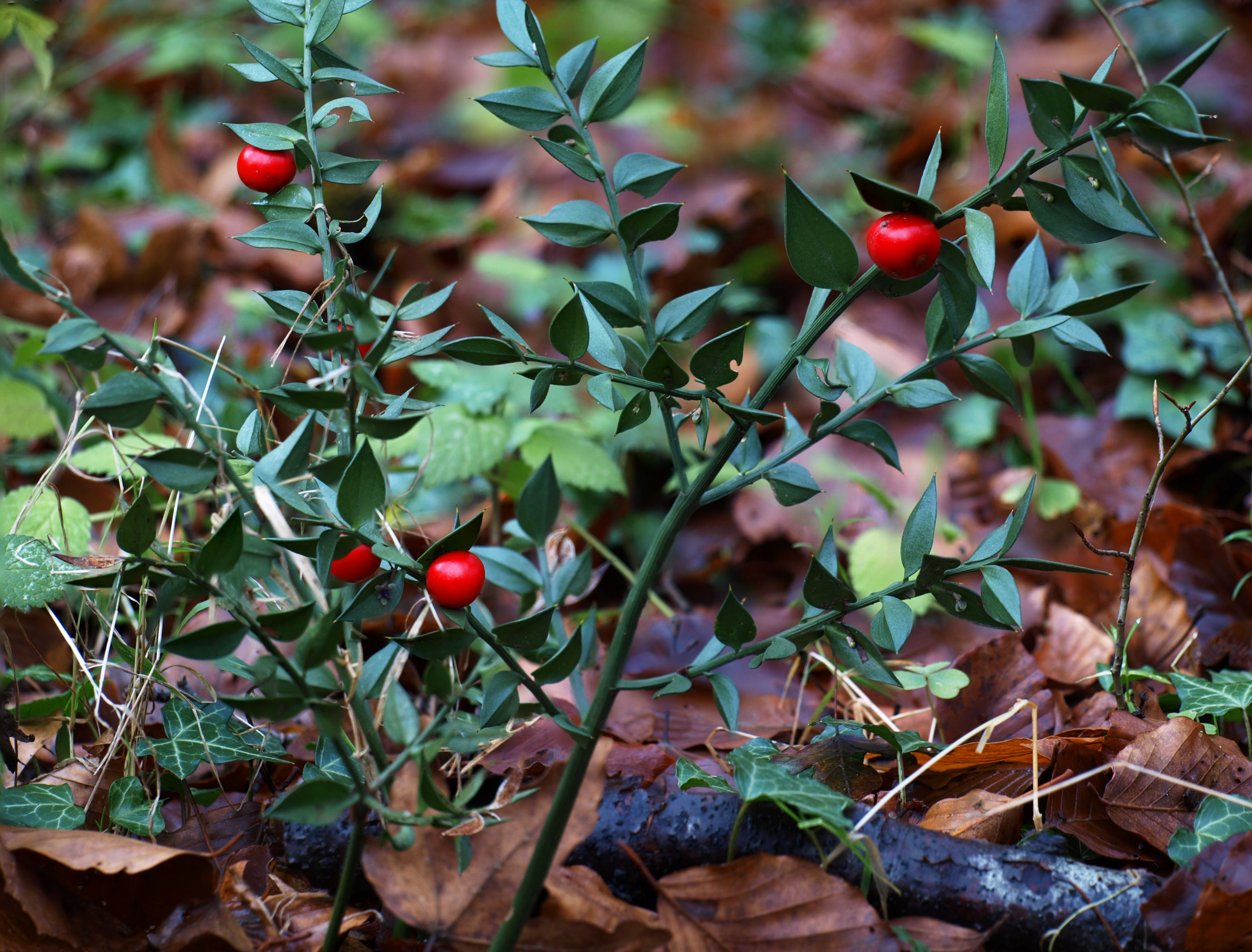
Fragon petit-houx.
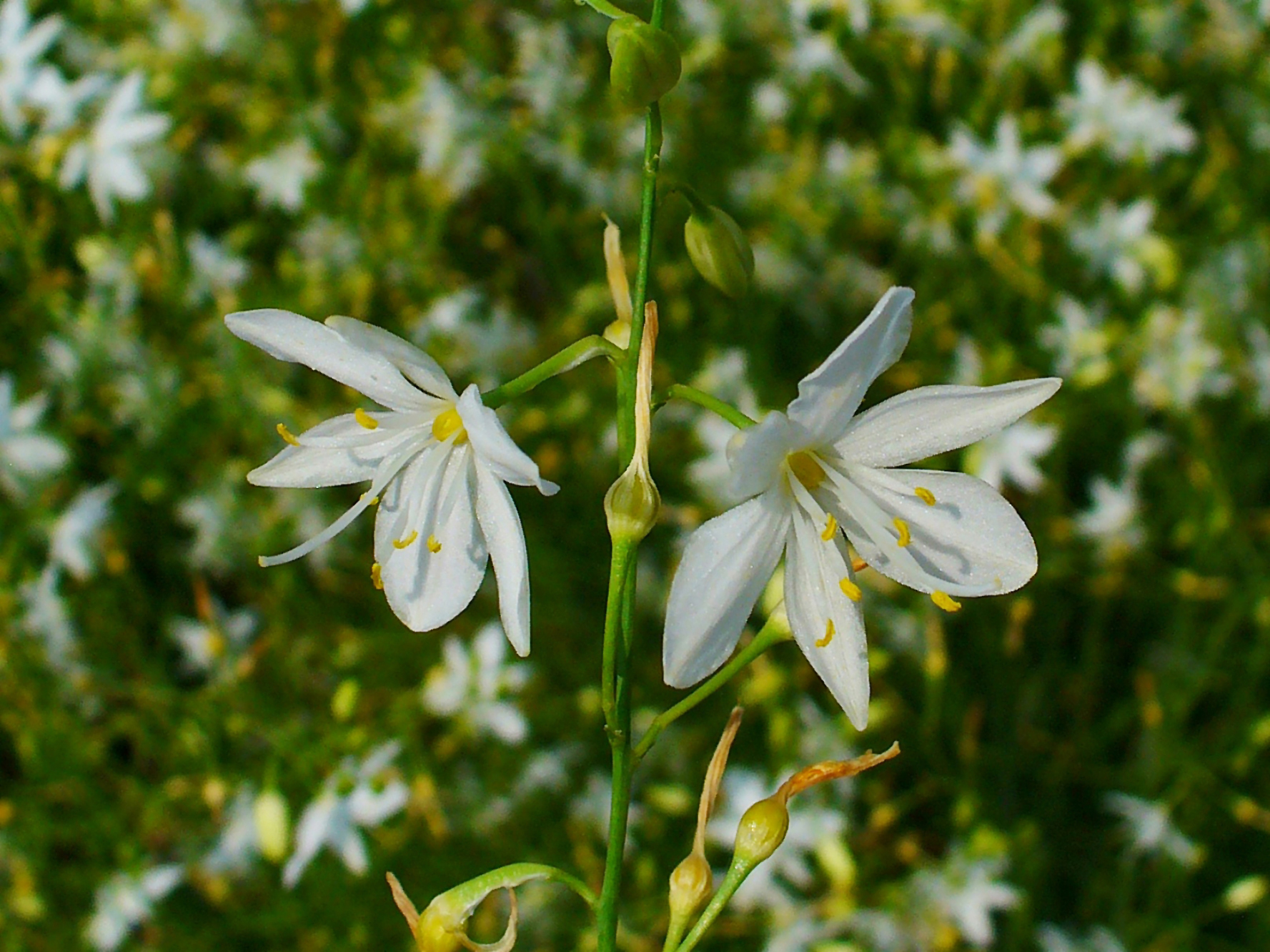
Phalangère ramifiée.
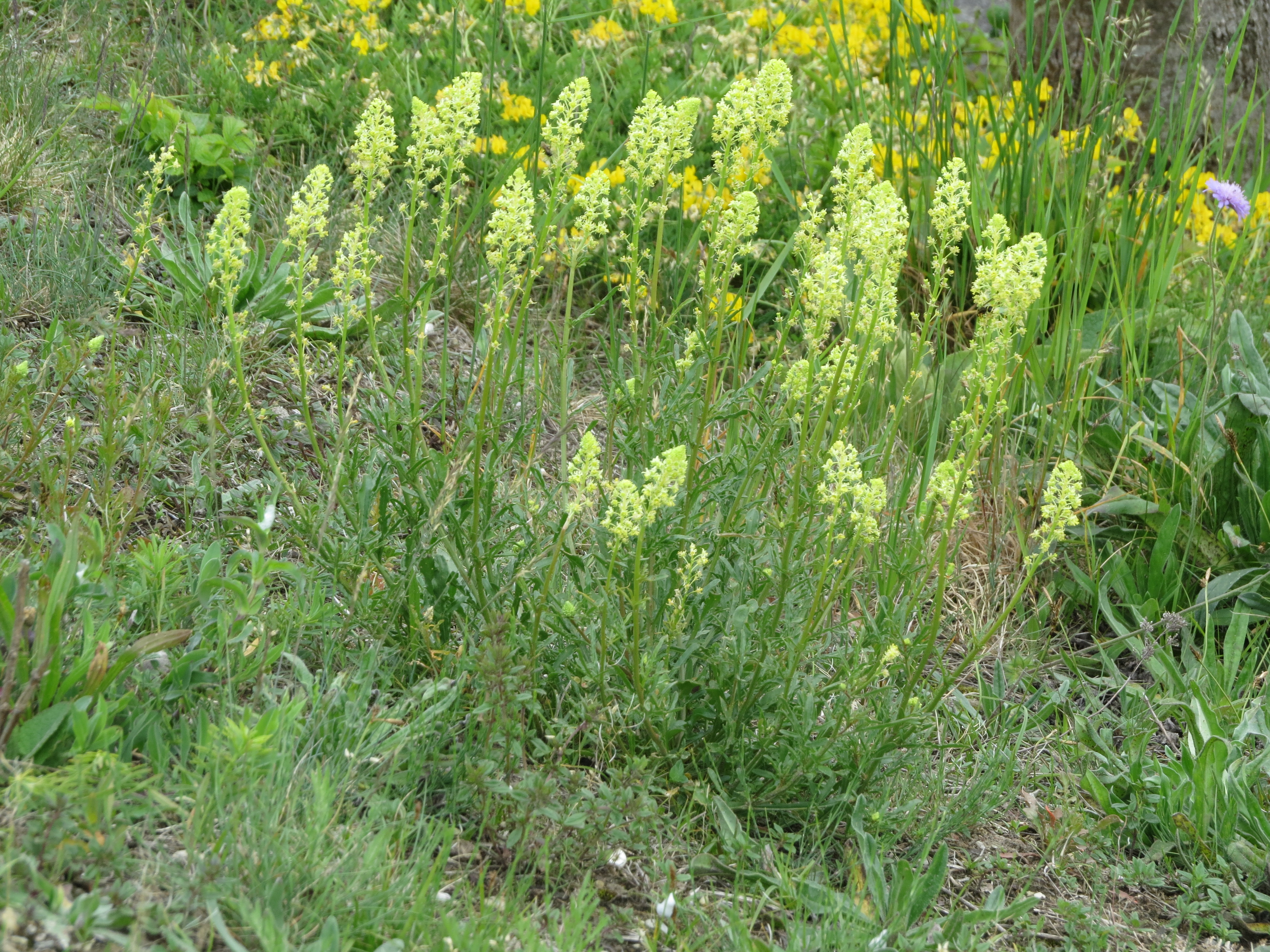
Réséda jaune.

### Espèces protégées
Parmi les plantes présentes sur le site, le lichen Cladonia arbuscula et le Fragon petit-houx sont protégés au titre de la Directive habitats de l'Union européenne et une autre espèce, la Sabline des chaumes, est protégée sur l'ensemble du territoire français.